# Palmerston (Territori del Nord)

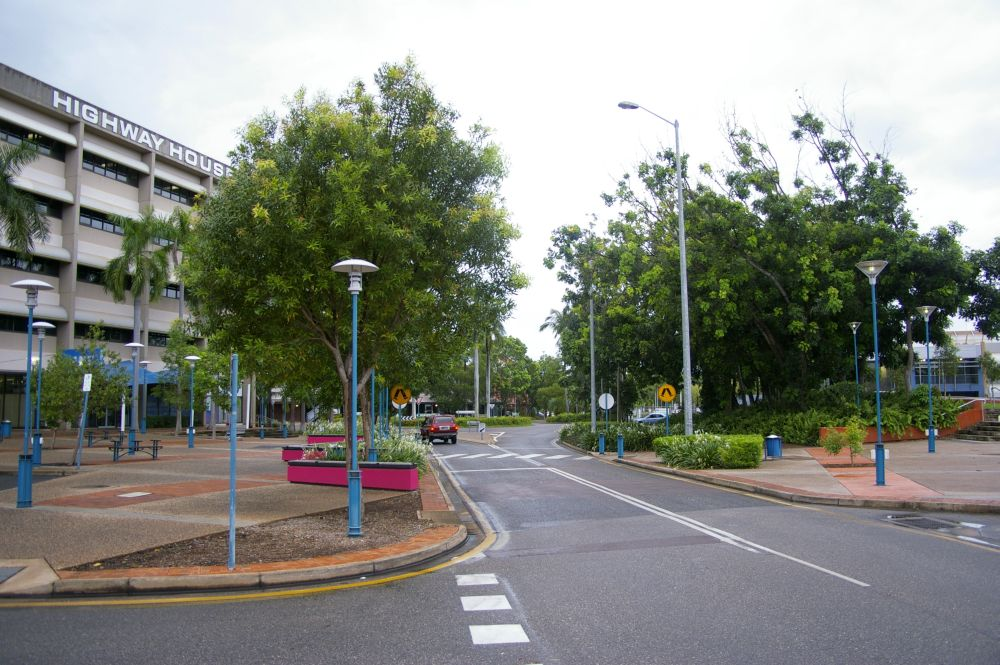
Palmerston

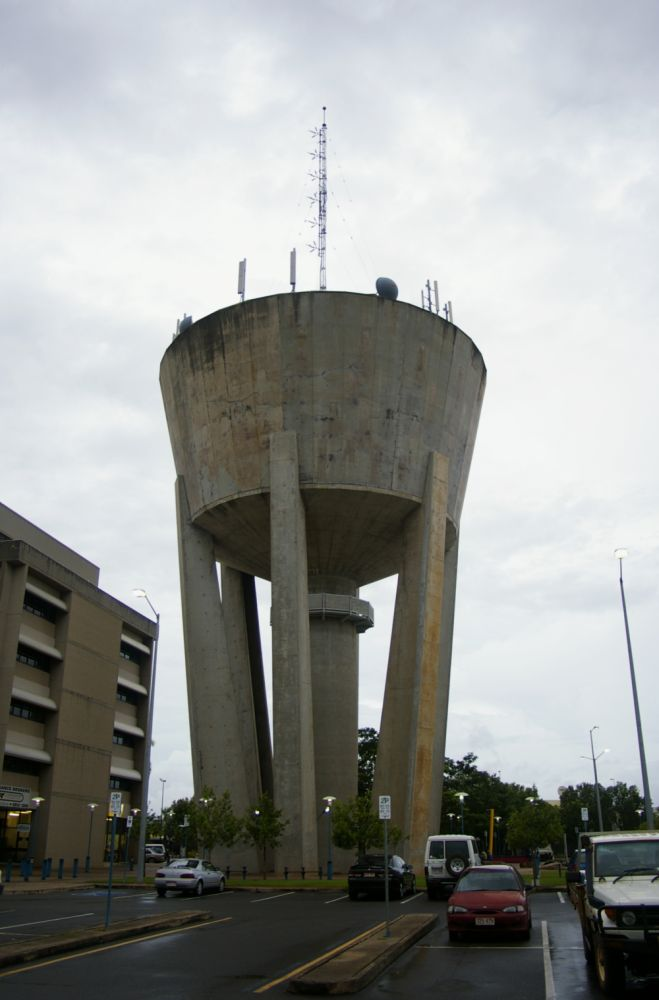
Dipòsit d'aigua a Palmerston Tank

Palmerston és una nova ciutat planificada que és ciutat satèl·lit de Darwin, la capital del Territori del Nord a Austràlia. Palmerston és a prop del port de Darwin i té 23.614 habitants (2006) essent la segona ciutat més poblada del Territori del Nord.
Hi ha 18 suburbis a Palmerston. Palmerston és principalment una ciutat residencial amb dues zones industrials.

## Història
Palmerston va ser el nom originari que es va donar l'any 1855 a Darwin en honor de Lord Palmerston,que havia estat Primer Ministre del Regne Unit el 1855. Va ser rebatejada com a Port Darwin el 1911.
El terreny per la nova ciutat va ser adquirit l'any 1971 pel govern australià i la Palmerston Development Authority va fer la planificació de la ciutat.
Palmerston és a uns 15 minuts per carretera del centre de Darwin.

## Clima
Palmerston té el mateix clima que Darwin, amb dues estacions pluviomètriques, l'estació seca va de maig a setembre. Els mesos més frescos són juny i juliol quan les temperatures màximes diàries oscil·len entre 19 i 30 °C. La pluviometria anual és de 1.715 litres.